# Siergiej Dołgorukow
Siergiej Grigorijewicz Dołgorukow (ros. Сергей Григорьевич Долгоруков) (zm. 19 listopada 1739 w Nowogrodzie Wielkim) – rosyjski dyplomata, rosyjski poseł w I Rzeczypospolitej w latach 1721–1724 i 1728-1729.
Był synem Grzegorza Dołgorukowa.
Bezskutecznie zabiegał o uznanie tytułu cesarskiego Piotra I. Na sejmie 1722 wystąpił w obronie ludności prawosławnej i luterańskiej w Rzeczypospolitej. Od władz polskich otrzymał w 1722 roku zwyczajowy podarek w wysokości 4000 talarów.
W 1723 odbył tajną konferencję z królewiczem Konstantym Władysławem Sobieskim we Wrocławiu, na której wyraził gotowość Rosji do popierania jego kandydatury do tronu polskiego.
W 1730 po wykryciu spisku w Najwyższej Tajnej Radzie został zesłany, a w 1739 ścięty.